# U-293
O submarino alemão U-293 foi um submarino Tipo VIIC/41 da Kriegsmarine da Alemanha nazista durante a Segunda Guerra Mundial. Ela foi lançada em 17 de novembro de 1942 pelo Bremer Vulkan Werft (estaleiro) em Bremen-Vegesack como estaleiro número 58, lançada em 30 de julho de 1943 e comissionada em 8 de setembro com Kapitänleutnant Leonhard Klingspor no comando. Em seis patrulhas, ela danificou um navio de guerra. Ela se rendeu no Loch Eriboll, na Escócia, em 11 de maio de 1945 e foi afundada como parte da Operação Deadlight em 13 de dezembro de 1945.

## Projeção

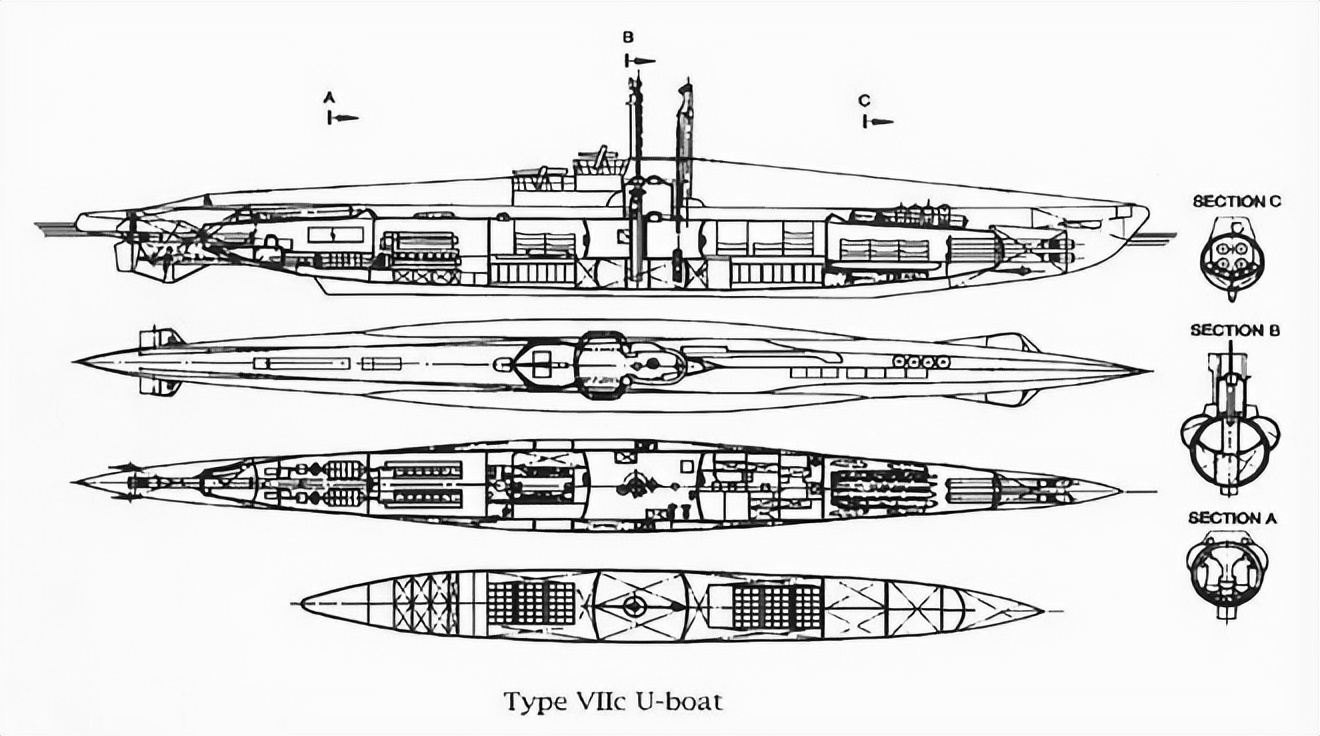
Uma seção transversal de um submarino Tipo VIIC

Os submarinos alemães Tipo VIIC/41 foram precedidos pelos submarinos mais curtos Tipo VIIB. O U-293 teve um deslocamento de 759 toneladas (747 toneladas longas) quando estava na superfície e 860 toneladas (850 toneladas longas) quando submerso. Ela tinha um comprimento total de 67,10 m, um comprimento de casco de pressão de 50,50 m , uma boca de 6,20 m (20 pés 4 pol.), uma altura de 9,60 m, pol.) e um calado de 4,74 m. O submarino era movido por dois motores diesel superalimentados de quatro tempos e seis cilindros Germaniawerft F46, produzindo um total de 2.800 a 3.200 cavalos de potência métrica (2.060 a 2.350 kW; 2.760 a 3.160 shp) para uso durante a superfície, dois AEG GU 460/8– 27 motores elétricos de dupla ação produzindo um total de 750 cavalos de potência métricos (550 kW; 740 shp) para uso submerso. Ela tinha dois eixos e duas hélices de 1,23 m. O barco era capaz de operar em profundidades de até 230 metros.
O submarino tinha uma velocidade máxima de superfície de 17,7 nós (32,8 km/h; 20,4 mph) e uma velocidade submersa máxima de 7,6 nós (14,1 km/h; 8,7 mph). Quando submerso, o barco poderia operar por 80 milhas náuticas (150 km; 92 mi) a 4 nós (7,4 km/h; 4,6 mph); quando emergiu, ela poderia viajar 8.500 milhas náuticas (15.700 km; 9.800 milhas) a 10 nós (19 km/h; 12 mph). O U-293 foi equipado com cinco tubos de torpedo de 53,3 cm (21 pol.) (quatro montados na proa e um na popa), quatorze torpedos, um canhão naval SK C/35 de 8,8 cm, um Flak M42 de 3,7 cm. E dois canhões antiaéreos C/30 de 2 cm. O barco tinha uma tripulação entre quarenta e quatro e sessenta.

## Histórico Militar

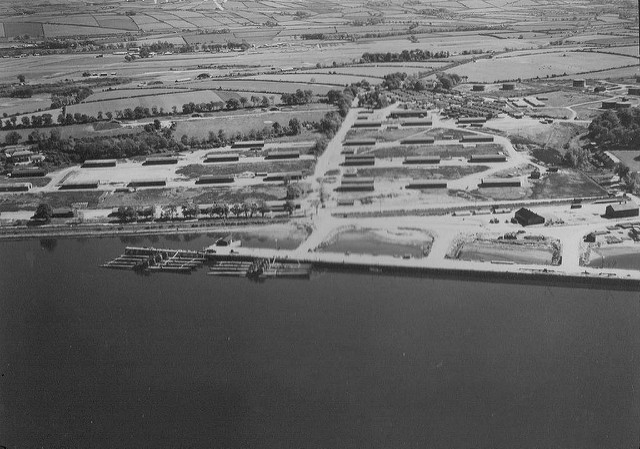
Rendição de navios de tipo U

### Primeira Patrulha
O U-293 passou por muitos mares depois da 8º Flotilha dos submarinos, ocasionalmente estacionando em Trondheim, depois de outras vezes que estacionado em Bergen e Arendal.O U-293 começou sua primeira patrulha depois de um ano comissionado na Kriegsmarine, no comando do Oblt. Leonhard Klingspor no dia 16 de setembro de 1944. O U-293, por sete dias, passou pelo Mar da Noruega até chegar ao porto de Narvik em 22 de setembro de 1944, 6 dias depois de começar a patrulha. O U-293 não atacou, e nem foi atacado por um inimigo durante esse período, ele não avistou ninguém.

### Segunda Patrulha
O U-293 no controle de Klingspor, foi ao Oceano Ártico em 25 de setembro de 1944, quando saiu de Narvik. Durante esta patrulha, o U-293 novamente não conseguiu encontrar nenhuma embarcação inimiga. Essa patrulha durou apenas 10 dias. Em 4 de outubro de 1944, o U-293 encerrou sua segunda patrulha de guerra ao chegar à cidade portuária de Hammerfest, uma das bases de submarinos mais ao norte da Alemanha na Noruega.

### Terceira Patrulha
A terceira patrulha foi a mais duradoura dele. Em 14 de outubro de 1944, depois de seus quatro dias no porto de Hammerfest, e viajou ao Mar de Barents. Durante 24 dias, o U-293 ainda continuou sem encontrar algum navio inimigo, e mais uma vez retornou a Narvik em 6 de novembro de 1944.

### Quarta Patrulha
A quarta patrulha do U-293 foi similar. Durante 29 dias em alto mar, o submarino viajou para a costa norte da Rússia, teve novamente a má sorte de não encontrar um navio inimigo mais novamente voltou para Narvik em 19 de dezembro de 1944, tendo partido em 21 de novembro de 1944. Após dessa patrulha, o submarino foi posto sob o comando de Oblt. Erich Steinbrink.

### Quinta Patrulha
O U-293 partiu de Narvik em 1º de janeiro de 1945, com Steinbrink no comando. No que seria a mais longa patrulha conduzida na história do U-293, o U-boat mais uma vez viajou para o Ártico, na costa norte da Rússia.
Foi em 20 de janeiro de 1945, que o U-293 marcou seu único golpe na guerra. Às 10h55, horário local, o contratorpedeiro soviético Razyaryonny estava escoltando o comboio "KP-1" e tentava caçar o submarino junto com outro navio, Razumny, quando foi atingido por um torpedo lançado do U-293. Razyaryonny estava viajando a 16 nós quando foi atingida na parte posterior. Após o ataque ao contratorpedeiro, o U-293 retornou a Narvik em 15 de fevereiro de 1945, após passar 46 dias no mar.

## Sumário de Ataques
| Data                  | Nome do Barco | Marinha                       | Toneladas | Estado     |
| --------------------- | ------------- | ----------------------------- | --------- | ---------- |
| 20 de janeiro de 1945 | Razyaryonny   | Frota Naval Militar Soviética | 1,658     | Danificado |

## Ver Também
- U-Boot

- Kriegsmarine

- Narvik

- Oceano Ártico

## Ligações Externas
- Helganson, Guðmundur. Leonhard Klingspor Submarinos Alemães da Segunda Guerra Mundial - uboat.net. Recuperado em 18 de fevereiro de 2011.
- Helgason, Guðmundur. Razjarennyj Submarinos Alemães da Segunda Guerra Mundial - uboat.net.